# Greenville (North Carolina)
Greenville is een plaats (city) in de Amerikaanse staat North Carolina, en valt bestuurlijk gezien onder Pitt County.

## Demografie
Bij de volkstelling in 2000 werd het aantal inwoners vastgesteld op 60.476.
In 2006 is het aantal inwoners door het United States Census Bureau geschat op 72.052, een stijging van 11576 (19.1%).

## Geografie
Volgens het United States Census Bureau beslaat de plaats een oppervlakte van
68,0 km², waarvan 66,2 km² land en 1,8 km² water.

## Plaatsen in de nabije omgeving
De onderstaande figuur toont nabijgelegen plaatsen in een straal van 20 km rond Greenville.

## Geboren in Greenville
- Billy Taylor (1921-2010), jazzpianist en -componist
- Petey Pablo (1973), rapper
- Caroline Shaw (1982), componiste